# 白猪笼草 (栽培种)
白猪笼草（学名：Nepenthes 'Alba'）是一个由大猪笼草（N. maxima）、奇异猪笼草（N. mirabilis）、诺斯猪笼草（N. northiana）、莱佛士猪笼草（N. rafflesiana）、维奇猪笼草（N. veitchii）及被标示为高棉猪笼草（N. thorelii）的植株杂交得到的复杂人工杂交种。[注1]1990年，该人公杂交种由布鲁斯·李·贝德纳（Bruce Lee Bednar）和奥格尔·克莱德·布兰布利特（Orgel Clyde Bramblett）培育而成。因该栽培种名称发表时未包含描述，违反《国际栽培植物命名规则》第24.1条，并具有一个拉丁种加词，违反第19.13条，所以该名称是非正式的。该人工杂交种为“N. × hareliana”的一个异名。该栽培种名称最初发表于1994年3月的《食虫植物通讯》中，为“× hareliana var. alba”。
其他同源的栽培种包括博卡玫瑰猪笼草（Nepenthes 'Boca Rose'）、红骷髅猪笼草（Nepenthes 'Red Skeleton'）、胭脂猪笼草（Nepenthes 'Rouge'）和条纹猪笼草（Nepenthes 'Vittata'）。

## 扩展阅读
- 食虫植物照片搜寻引擎中白猪笼草的照片